# Ivo van Hove
Ivo van Hove (Heist-op-den-Berg, 28 oktober 1958) is een Belgische toneel- en operaregisseur. Hij is internationaal actief. Van 2001 tot 2023 was hij als artistiek directeur verbonden bij het Internationaal Theater Amsterdam (ITA), tot 2019 Toneelgroep Amsterdam (TA) geheten. Per 1 november 2023 werd hij voor de seizoenen 2024-2026 aangesteld als artistiek directeur van de Ruhrtriennale. Van Hove regisseerde onder meer op Broadway in New York en in de Old Vic in Londen. 

## Biografie
Van Hove groeide op in Kwaadmechelen. Vanaf zijn elfde jaar ging hij op internaat in het Klein Seminarie te Hoogstraten, waar hij ook zijn middelbare studies afrondde. 
In 1981 begon Van Hove als theatermaker met eigen producties. Hij werkt sindsdien samen met scenograaf Jan Versweyveld, zijn levenspartner, die hij leerde kennen tijdens zijn opleiding aan Sint-Lucas. De eerste voorstelling Geruchten, nog tijdens hun studies, trok de aandacht. In een twintigtal scènes bracht hun AKT, Antwerps Kollektief voor Teaterprodukties, de voorstelling in een oude leegstaande wasserij. Het afbrokkelende gebouw, de leegheid van de ruimte, werd het decor. Een twintigtal enthousiastelingen, meestal medestudenten van de Koninklijke Academie voor Schone Kunsten van Antwerpen en de Brusselse filmschool RITCS, baarden opzien. David Willinger, een Amerikaans theaterwetenschapper, wijdde er in The Drama Review een ruim artikel aan. 
Vanaf 1984 was hij docent en lid van de artistieke leiding van Opleiding Dora van der Groen in Antwerpen. In Vlaanderen was Van Hove verder artistiek leider van AKT, Akt-Vertikaal en De Tijd. Van 1990 tot 2000 was hij artistiek leider van Het Zuidelijk Toneel in Eindhoven. Van 1998 tot en met 2004 was hij voorts festivalleider van het Holland Festival. Van 2001 tot 2023 was Van Hove artistiek directeur van Internationaal Theater Amsterdam (ITA), voorheen Toneelgroep Amsterdam. In 2015 werkte Van Hove als een van de laatsten samen met David Bowie voor de in New York uitgevoerde musical Lazarus. Voor de seizoenen 2024-2026 werd hij aangesteld als artistiek directeur van de Ruhrtriennale.
Op 1 september 2019 was hij te gast in het Nederlandse tv-programma Zomergasten van de VPRO.

## Toneelgroep Amsterdam
Van 2001 tot 2023 was Van Hove artistiek directeur van Toneelgroep Amsterdam, vanaf het seizoen 2019-2020 Internationaal Theater Amsterdam geheten. Van Hove trok internationale regisseurs als Johan Simons, Luk Perceval, Guy Cassiers en Katie Mitchell naar Amsterdam, maar gaf ook een nieuwe generatie de kans zich aan het gezelschap te binden.
Bij Toneelgroep Amsterdam regisseerde Van Hove onder meer Angels in America van Tony Kushner, de marathonvoorstelling Romeinse Tragedies naar Shakespeare, Opening Night en Husbands van John Cassavetes, Rocco en zijn broers van Luchino Visconti, Teorema naar Pier Paolo Pasolini (coproductie Ruhrtriennale), Antonioni-project naar drie films van Michelangelo Antonioni, Kreten en gefluister en Na de repetitie / Persona van Ingmar Bergman, Zomertrilogie van Carlo Goldoni, Kinderen van de Zon van Maxim Gorki, De vrek van Molière, Rouw siert Electra en Lange dagreis naar de nacht van Eugene O'Neill en het vijf uur durende stuk De Russen! van Tom Lanoye naar Ivanov en Platonov van Tsjechov, The Fountainhead van Ayn Rand, Maria Stuart van Friedrich Schiller, Shakespeares Kings of War en De stille kracht van Louis Couperus (coproductie Ruhrtriennale) en de monologen: La voix humaine van Jean Cocteau, Song from Far Away van Simon Stephens en De andere stem van Ramsey Nasr.

### Onderzoek
In juli 2024 verscheen een rapportage naar grensoverschrijdend gedrag bij ITA door het externe onderzoeksbureau Verinorm, onder leiding van de Amsterdamse hoogleraar sport en recht Marjan Olfers. Jarenlang zou onder het artistiek leiderschap van Van Hove sprake zijn geweest van een onveilige werksfeer. Hij zou volgens de rapportage grensoverschrijdend gedrag en machtsmisbruik niet gestopt hebben. "Mensen met aanzien", zoals belangrijke (gast)regisseurs en steracteurs, zouden van Van Hove een "vrijbrief" hebben gehad. Van Hove nam in september 2023 afscheid als artistiek directeur, maar bleef verbonden als vaste gastregisseur en adviseur, met behoud van een salaris van 145.000 euro per jaar. Op 21 augustus 2024 verbrak ITA vanwege de onderzoeksresultaten elke samenwerking met Van Hove. Als reden werd gegeven dat zijn aanwezigheid een cultuuromslag bij de theaterinstelling in de weg zou staan. De raad van toezicht die verantwoordelijk was geweest voor zijn aanstelling in 2023 als vaste gastregisseur en adviseur trad dezelfde dag in zijn geheel terug.

### Chronologie
2018-2019
- Dood in Venetië naar Thomas Mann
- Een klein leven van Hanya Yanagihara

2017-2018
- Kleine zielen van Louis Couperus

2016–2017
- De dingen die voorbijgaan van Louis Couperus (coproductie Toneelhuis)
- Obsession naar Lucino Visconti
- Dagboek van een verdwenene van Leoš Janáček (coproductie Muziektheater Transparant)

2015–2016
- De stille kracht van Louis Couperus
- De andere stem van Ramsey Nasr

2014–2015
- Kings of war van William Shakespeare
- Maria Stuart van Friedrich Schiller (coproductie Toneelhuis)
- Song from Far Away van Simon Stephens
- Antigone van Sophocles

2013–2014
- The Fountainhead van Ayn Rand
- Lange dagreis naar de nacht van Eugene O'Neill

2012–2013
- Na de repetitie van Ingmar Bergman
- Persona van Ingmar Bergman

2011–2012
- De Vrek van Molière
- Husbands van John Cassavetes

2010–2011
- Kinderen van de zon van Maxim Gorki (coproductie NTGent)
- Nooit van elkaar van Jon Fosse
- de Russen! van Tom Lanoye

2009–2010
- Teorema van Pier Paolo Pasolini
- Zomertrilogie van Carlo Goldoni

2008–2009
- Antonioni Project van Michelangelo Antonioni
- La voix humaine van Jean Cocteau
- Rocco en zijn broers van Luchino Visconti
- Kreten en gefluister van Ingmar Bergman

2007–2008
- Angels in America van Tony Kushner
- Kameliendame van Alexandre Dumas

2006–2007
- Romeinse tragedies van William Shakespeare

2005–2006
- Perfect Wedding van Charles Mee
- Opening night van John Cassavetes (coproductie NTGent)
- Hedda Gabler van Henrik Ibsen

2004–2005
- Het temmen van de feeks van William Shakespeare
- Scènes uit een huwelijk van Ingmar Bergman

2003–2004
- Kruistochten van Alan Ayckbourn
- Rouw siert Electra van Eugene O'Neill

2002–2003
- Drie zusters van Anton Tsjechov
- Othello van William Shakespeare
- Carmen van Oscar van Woensel

2001–2002
- Con Amore van Jef Aerts

2000–2001
- True Love van Charles Mee
- The Massacre at Paris van Hafid Bouazza

1989–1990
- Lulu van Frank Wedekind

## Overig theater en opera
Van Hove regisseerde als gastregisseur diverse producties bij de New York Theatre Workshop. Hier regisseerde hij onder meer Ibsens Hedda Gabler (2004), Molières De Misantroop (2007), The Little Foxes van Lillian Hellman (2010), Scenes from a Marriage (2014) en Lazarus (2015). Bij Young Vic regisseerde hij in 2014 A View from the Bridge, waarvoor hij twee Olivier Awards kreeg en Antigone met Juliette Binoche in de hoofdrol bij Barbican London/Les Théâtres de la Ville de Luxembourg. Hij regisseerde voorts bij de Schaubühne in Berlijn, Hamburger Schauspielhuis en Münchner Kammerspiele. Daarnaast regisseerde hij opera's: Iolanta en Der Schatzgräber bij de Nederlandse Opera, Der Ring des Nibelungen bij de Vlaamse Opera, Idomeneo en La Clemenza di Tito bij de Munt in Brussel, Mazeppa van Pjotr I. Tsjaikovski bij de Komische Oper Berlin, Macbeth van Giuseppe Verdi bij de Opéra de Lyon en Brokeback Mountain met een libretto van Annie Proulx met muziek van Charles Wuorinen bij Teatro Real. In 2016 regisseerde Van Hove The Crucible van Arthur Miller met onder anderen Saoirse Ronan en Ben Whishaw met muziek van Philip Glass op Broadway. 
Voor Joop van den Ende regisseerde hij de musical Rent. Op 6 februari 2020 ging er onder regie van Van Hove een nieuwe versie van de musical West Side Story van Leonard Bernstein in première in New York. 
In het seizoen 2020-2021 zou Van Hove zijn debuut maken bij The Metropolitan Opera in New York met Death man standing van Jake Heggie. Door de uitbraak van het coronavirus werd deze voorstellingsreeks geschrapt, eveneens alle andere voorstellingen dat seizoen. Van Hove maakte uiteindelijk zijn debuut in het seizoen 2022-2023 met Don Giovanni van Mozart.
In 2024 was Van Hove de regisseur van (zijn versie van) de bekende musical Jesus Christ Superstar, waarmee hij door heel Nederland toerde. 

### Chronologie
2019
- All About Eve in het Noël Coward Theatre, Londen
- Electre et Oreste naar Euripides met de Comédie-Française, o.a. in het oude theater van Epidaurus
- Dood in Venetië naar de novelle van Thomas Mann in een bewerking van Ramsey Nasr

2016–2017
- Hedda Gabler van Henrik Ibsen National Theatre, Londen
- Salome van Richard Strauss bij De Nederlandse Opera, Amsterdam

2015–2016
- Les Damnés van Luchino Visconti bij La Comédie-Française, Parijs
- The Crucible van Arthur Miller New York
- Lazarus van Enda Walsh bij New York Theatre Workshop
- A view from the bridge van Arthur Miller bij Lyceum Theatre, New York
- Vu du pont van Arthur Miller bij L'Odéon, Parijs

2014–2015
- A view from the bridge van Arthur Miller bij Wyndham's Theatre, Londen
- Scenes from a Marriage van Ingmar Bergman bij New York Theatre Workshop
- A view from the bridge van Arthur Miller bij Young Vic, Londen

2013–2014
- Brokeback Mountain libretto Annie Proulx, muziek Charles Wuorinen bij Teatro Real, Madrid
- La Clemenza di Tito van Wolfgang Amadeus Mozart bij De Munt, Brussel

2012–2013
- Seltsames Intermezzo van Eugene O'Neill bij Münchner Kammerspiele
- Mazeppa van Pjotr Iljitsj Tsjaikovski bij Komische Oper Berlin
- Macbeth van Giuseppe Verdi bij Opéra de Lyon
- Der Schatzgräber van Franz Schreker bij De Nederlandse Opera, Amsterdam

2011
- Edward II van Christopher Marlowe bij Schaubühne Berlin
- Ludwig II naar Luchino Visconti bij Münchner Kammerspiele

2010
- Der Menschenfeind van Molière bij Schaubühne Berlin
- The Little Foxes van Lillian Hellman bij New York Theatre Workshop
- Idomeneo, re di Creta van Wolfgang Amadeus Mozart bij De Munt, Brussel

2008
- Kameliendame van Alexandre Dumas fils bij Schauspielhaus Hamburg (coproductie Toneelgroep Amsterdam)
- Der Ring des Nibelungen, Götterdämmerung van Richard Wagner bij De Vlaamse Opera

2007
- Der Ring des Nibelungen, Siegfried van Richard Wagner bij De Vlaamse Opera
- The Misanthrope van Molière bij New York Theatre Workshop
- Der Ring des Nibelungen, die Walküre van Richard Wagner bij De Vlaamse Opera

2006
- Der Geizige van Molière bij Schauspielhaus Hamburg
- Der Ring des Nibelungen, das Rheingold van Richard Wagner bij De Vlaamse Opera

2005
- Faces van John Cassavetes bij Theater der Welt (coproductie Schauspielhaus Hamburg / Staatstheater Stuttgart)

2004
- Hedda Gabler van Henrik Ibsen bij New York Theatre Workshop
- Iolanta van Pjotr Iljitsj Tsjaikovski bij De Nederlandse Opera, Amsterdam

2002
- De zaak Makropoulos van Leos Janácek bij De Nederlandse Opera, Amsterdam

2000
- Alice in Bed van Susan Sontag bij New York Theatre Workshop (coproductie Het Zuidelijk Toneel / Holland Festival)
- Rent van Jonathan Larson bij Joop van den Ende Theaterproducties

1999
- Lulu van Alban Berg naar Wedekind bij De Vlaamse Opera

1998
- A streetcar named Desire van Tennessee Williams bij New York Theatre Workshop

1995–1996
- More Stately Mansions van Eugene O'Neill bij New York Theatre Workshop

1995
- Gier unter Ulmen van Eugene O'Neill bij Staatstheater Stuttgart

## Film en televisie
Van Hove regisseerde het televisiedrama Thuisfront voor de NPS. In 2007 regisseerde hij zijn eerste speelfilm, Amsterdam.

## Prijzen en nominaties
- Espetáculo de honra van het Festival de Almada voor Wie heeft mijn vader vermoord (2021)
- Musical Award (2020) Beste regie voor musical Lazarus
- VSCD Oeuvreprijs (2019)[9]
- Johannes Vermeerprijs (2019}
- Vlaamse Cultuurprijs Algemene Culturele Verdienste (2015)
- Tony Award beste regie (2016)
- Nominatie Drama Desk Award Beste stuk (voor A View from the Bridge) (2016)
- Nominatie Drama Desk Award Beste regie (voor A View from the Bridge) (2016)
- The Founders Award for Excellence in Directing (2016)
- Nominatie Molière Beste regie (voor Vu du Pont) (2016)
- Nominatie Molière Beste stuk (voor Vu du Pont) (2016)
- Nominatie Outer Critics Circle Award Beste regie (voor A View from the Bridge) (2016)
- Nominatie Outer Critics Circle Award Beste stuk (voor A View from the Bridge) (2016)
- Nominatie Outer Critics Circle Award Beste stuk (voor The Crucible) (2016)
- IJ-prijs van de gemeente Amsterdam[10] (2016)
- Amsterdamprijs voor de Kunst - Bewezen kwaliteit (2015)
- Nominatie Lucille Lortel Award Beste regisseur (voor Scenes From a Marriage) (2015)
- Laurence Olivier Award beste regisseur (voor A View from the Bridge) (2015)[11]
- Laurence Olivier Award beste herneming (voor A View from the Bridge) (2015)
- Critic's Circle Award beste regisseur (voor A View from the Bridge) (2015)
- Nominatie Amsterdamprijs (2013)
- Grand Prix Mira Trailović (voor Kinderen van de zon) (2012)
- Amsterdam Business Award Oeuvre Prijs (2012)
- Prosceniumprijs voor zijn werk bij Toneelgroep Amsterdam (samen met Jan Versweyveld) (2008)
- Prijs van de Kritiek van de Kring Nederlandse Theatercritici (2007)
- Obie-Award voor beste regie (voor Hedda Gabler in 2005)
- Grote Theaterfestivalprijs (voor Caligula in 1996)
- Negentien nominaties voor Het Theaterfestival: Macbeth, Lulu, Ajax/Antigone, Het Begeren onder de Olmen, Rijkemanshuis, Caligula, Koppen, Romeo en Julia, De Onbeminden, India Song, De dame met de Camelia’s, Rouw siert Electra, Kruistochten, Opening Night, Romeinse tragedies, Kinderen van de zon, Nooit van elkaar, Husbands en Na de repetitie / Persona.
- Archangel Award, Edinburgh (voor India Song in 1999)
- Johan Fleerackers Prijs voor samenwerking tussen Nederlands en Belgisch theater (1999)
- Obie-Award voor beste regie (voor More Stately Mansions in 1998)
- Oeuvreprijs van Oost-Vlaanderen (1997)
- Oscar De Gruyterprijs voor beste regie (voor Macbeth in 1987)

### Andere eerbetonen
Hij werd in 2004 ridder in de Franse Orde van Kunsten en Letteren. In 2014 kreeg hij een eredoctoraat van de Universiteit Antwerpen. Twee jaar later werd hij benoemd tot commandeur in de Kroonorde van België en werd hij laureaat 2015 van de Prijs van de Vlaamse Gemeenschap voor Algemene Culturele Verdienste. Een jaar later ontving hij de Nuit des Molièresprijs. In hetzelfde jaar werd hij ereburger van de Belgische plaats Ham. In 2023 werd hij benoemd tot commandeur in de Franse Orde van Kunsten en Letteren.